# Hành trình trở về
Hành trình trở về (tiếng Tây Ban Nha: El Cuerpo del Deseo) là một bộ phim tiếng Tây Ban Nha thuộc thể loại telenovela được hai hãng phim nổi tiếng là Telemundo và RTI Colombia sản xuất. Bộ phim được sản xuất năm 2005 dựa theo hai bộ phim El Cuerpo del Deseo và En Cuerpo Ajeno sản xuất từ trước đó.

## Nội dung
Pedro José Donoso (Andrés García) là một triệu phú rất giàu có. Ông đã kết hôn với Isabel Arroyo, một cô gái trẻ tuổi hơn mình rất nhiều. Sau khi đột ngột qua đời, chẳng ai ngờ linh hồn của Pedro lại hồi sinh trong thân xác của Salvador Cerinza (Mario Cimarro) trẻ tuổi. Sau khi trở về, Pedro ngỡ ngàng trước sự thật phũ phàng. Cuối cùng, ông đã quyết định giành lấy tất cả những gì thuộc về mình.

## Các diễn viên tham gia
- Andrés García – Don Pedro José Donoso
- Mario Cimarro – Salvador Cerinza / Pedro Jose Donoso
- Lorena Rojas – Isabel Arroyo
- Martín Karpan – Andrés Corona
- Vanessa Villela – Ángela Donoso
- Anna Silvetti – Abigail Domínguez
- Erick Elias – Antonio Domínguez
- Pablo Azar – Simón Domínguez
- Roberto Moll – Walter Franco
- Jeannette Lehr – Gaetana Charry
- Martha Picanes – Rebecca Macedo
- Diana Osorio – Valeria Guzmán
- Yadira Santana – Victoria
- Liz Coleandro – Nina Arroyo
- Rosalinda Rodriguez – Cantalicia Muñetón
- Vivian Ruiz – Guadalupe
- Eduardo Serrano – Felipe Madero
- Sonia Noemí – Pilar
- Arianna Coltellacci – Consuelo Guerrero
- Sabrina Olmedo – Matilda Serrano
- Alcira Gil – Doña Lilia
- Tania Lopez – Inirida Fernández
- Marella Mata – Juanita
- Marcela Serna – Nora